# Tang Yi
Tang Yi (n. 8 ianuarie 1993, Shanghai, Republica Populară Chineză) este o înotătoare chineză, medaliată olimpică. A participat la 3 ediții ale Jocurilor Olimpice (2008, 2012, 2016) în care a câștigat o medalie de bronz.